# Alain Médam
Alain Médam, né le 14 août 1936 à Tunis et mort le 10 janvier 2021 à Saint-Cyprien, est un écrivain et chercheur français en sciences humaines.

## Biographie
Alain Médam naît et grandit à Tunis. Il fait des études secondaires à Tunis puis une étude de droit et sciences économiques à Paris-Sorbonne. Il se spécialise  dans les questions d’urbanisme. En 1962, il devient chercheur en Algérie, nouvellement indépendante, d’une politique d’équipement et de transformation des bidonvilles et de constructions d’écoles, centres de santé. En 1965, de retour en France, il soutient à la Sorbonne un Doctorat d'État en lettres et sciences humaines. Il poursuit une carrière de professeur d’université (Grenoble et Montréal), puis de directeur de recherches au Centre national de la recherche scientifique.
Au sujet de la sociologie urbaine, il publie dans les années 1970 divers ouvrages sur la présence des villes dans nos sociétés et la complexité des interactions pouvant exister entre vies individuelles et manifestations des phénomènes collectifs, à commencer par une réflexion générale sur La Conscience de la ville, suivie de monographies sur New York, Montréal, Naples, Jérusalem et Marseille. Dans cette période il est secrétaire de rédaction de L'homme et la société, revue éphémère, et d'Espaces et Sociétés, tous deux sous le rédacteur en chef Raymond Ledrut.
Il est apprécié pour ses « séduisantes descriptions et pensées qui animent sa déambulation urbaine et existentielle ». Mais le courant de recherche dite sociologie urbaine « critique », auquel il appartenait, est maintenant passé et la plupart de ses livres de cette époque sont épuisés. Dans Villes pour un sociologue (1998), Médam retrace rétrospectivement cette période .
Dans une période suivante, il s'approche de ses origines juives avec des textes sur Jérusalem, la Judéité et les Mondes juifs. Depuis, il est considéré un spécialiste des diasporas et de la diaspora juive en particulier.
En 1992 il s'installe à Montréal, où il reste plus de vingt ans. Dans cette période, il écrit des essais sur la personne humaine et l'acte de création, depuis la Préhistoire jusqu’aux temps présents, pour tenter de saisir le besoin qui l’habite de créer, de « faire œuvre », de mettre au monde ces présences qui sont celles de la musique, de la danse, du théâtre, de la peinture et de la poésie, de la sculpture et de la littérature. Il s'applique personnellement à la peinture d'art, avec quelque succes.
Depuis son retour en France, retraité, il habite le Périgord, où il continue de s’interroger, dans son livre de 2019 Au Soir venant – Vivre avant Mourir, sur cette contradiction en l’être humain entre ce qu’il a acquis comme savoir (et peut-être sagesse) et ce qui, au plus profond de lui-même, tend à lui rappeler que tout cet « acquis » n’aura jamais qu’un temps compté.

## Œuvre
Publications
- La Ville-Censure, Paris, Éditions Anthropos, 1971
- Conscience de la Ville, Anthropos, 1976
- New York Terminal, Éditions Galilée, 1977[12]
- Montréal Interdite, Presses universitaires de France, 1978
- Arcanes de Naples, Éditions des Autres, 1978
- New York Parade, Éditions Galilée, 1979
- La Cité des Noms – Jérusalem, Éditions Galilée, 1980
- L’esprit au Long Cours. Pour une sociologie du Voyage, Éd.Klincksieck, 1982
- Le Tourment des Formes, Éditions Hurtebise, 1988
- Mondes juifs. L’Envers et l’Endroit, Presses universitaires de France, 1991[13]
- Complexité des complexions urbaines, Montréal, Fac. de l’aménagement, 1997
- Villes pour un sociologue, L’Harmattan, 1998
- Blues Marseille, Editions Jeanne Lafitte, 1999
- Labyrinthe des Rencontres, Ed. Fides, 2002
- La tentation de l’œuvre, Montréal, Éditions Liber, 2002
- Réflexions sur la forme éphémère du monde de l’Actualité, Ed. Liber, 2004
- Ils passent la Main, Montréal, Éditions du Noirot, 2005
- Ce que la musique donne à entendre, Ed. Liber, 2006
- L’état des lieux par ciel variable, Ed. Liber, 2007[9]
- L’étonnement et la Réflexion, Ed. Liber, 2008
- La Saveur des Livres, Ed. Liber, 2009
- La retombée du Temps, Ed. Liber, 2011
- Un désir de Beauté, Ed. Liber, 2012
- Escales - Une vie est un voyage, Ed. Liber, 2013
- Pour l’Instant – De la fugacité de l’existence, Ed. Liber, 2014
- L’Aube des signes : préhistoire et naissance de l’homme, Ed. Liber, 2016[14]
- Au Soir venant – Vivre avant Mourir, Paris, Editions Maurice Nadeau, 2019[15],[16].

Contributions à des ouvrages collectifs
- Villes, Espaces, Valeurs, L’Harmattan, 1995
- Mobilités et Ancrages, L’Harmattan, 1996
- Judéité, urbanité, citoyenneté, Presses Universitaires du Mirail, 1988
- La Tunisie mosaïque, Presses Universitaires du Midi, 2000
- L’Infigurable, Liber, 2000
- Métissages, Ed. Pauvert, 2001

Articles parus dans diverses revues
Alain Médam publie également dans des journaux et revues tel que Tiers monde, La Pensée, Espaces et Sociétés, Traverses, Les Temps modernes, Passages, Les Nouveaux Cahiers, Revue des migrations internationales, Plurielles.